# Aneurin Owen

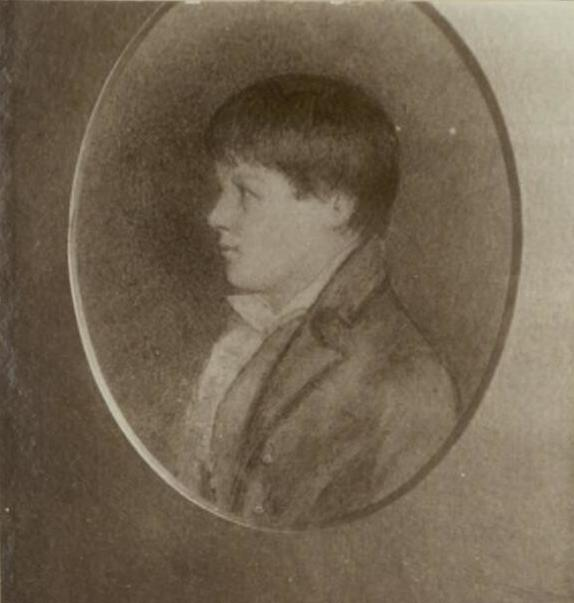
Portrait d'Aneurin Owen enfant

Aneurin Owen (23 juillet 1792 - 17 juillet 1851) est un historien gallois.

## Biographie
Aneurin Owen est un fils de William Owen Pughe et de sa femme, Sarah Elizabeth. Alors qu'il est encore enfant, son père prend le nom supplémentaire de Pughe en héritant d'une propriété à Nantglyn dans le Denbighshire. La famille y déménage de Londres. Owen est pendant une courte période à la Friars School de Bangor, mais est principalement éduqué par son père.
Aneurin s'installe à Tanygyrt, près de Nantglyn, et épouse en 1820 Jane Lloyd, également de Nantglyn. Avec l'adoption du Tithe Commutation Act 1836 (en), il est nommé l'un des commissaires adjoints aux dîmes pour l'Angleterre et le pays de Galles. À la mort du colonel Thomas Francis Wade en 1847, il est nommé commissaire adjoint à la loi sur les pauvres, mais trouve les fonctions trop lourdes. Plus tard, il est nommé, en vertu de l'Enclosures Act 1815, commissaire à l'enclos des terres communes.
Owen fait partie d'un comité de cinq nommés à l'Abergavenny Eisteddfod (1838) pour examiner la réforme de l'orthographe galloise et, en 1832, remporte une médaille d'argent au Beaumaris Eisteddfod pour le meilleur essai gallois sur l'agriculture (publié dans les Transactions de l'Eisteddfod, 1839, et aussi dans un volume séparé).
Owen meurt le 17 juillet 1851 à Trosyparc, près de Denbigh.

## Travaux
Lorsque le gouvernement décide en 1822 de publier une édition des anciens historiens britanniques, la partie galloise de l'ouvrage est confiée à John Humphreys Parry. À la mort de Parry en 1825, ses fonctions reviennent à Owen, qui devient le conseiller du Public Record Office sur les questions galloises. Son travail relève principalement de deux chefs - la publication des anciennes lois galloises et la collecte de matériel pour une édition du Brut y Tywysogion (Chronique des Princes). Ces tâches sont menées simultanément au cours de la période 1830-1840; et en 1841, l'édition Record des lois parait (sous deux formes, un grand in-folio et deux volumes in-quarto) sous le titre Ancient Laws and Institutes of Wales. Il distingue pour la première fois les trois versions (vénédienne, dimétienne et gwentienne) de la loi originale de Hywel.
L'édition du Brut y Tywysogion n'est pas parue du vivant d'Owen. La courte partie qui se termine en 1066 est éditée par lui pour la Monumenta Historica Britannica (1848), mais la majeure partie de son matériel reste inédit et est déposé au Public Record Office à sa mort en 1851. Lorsqu'en 1860 parait l'édition Rolls Series de Brut y Tywysogion, sous la direction de John Williams (Ab Ithel), le critique d'Archaeologia Cambrensis affirme que le texte et la traduction sont l'œuvre d'Owen, qui n'est pas mentionné dans le livre. En 1863, la transcription et la traduction d'Owen du soi-disant Gwentian Brut (une fausse version du Glamorganshire de la Chronique), avec l'introduction qu'il a préparée pour la Monumenta, et une lettre sur les chroniques galloises à Henry Petrie, sont imprimées en volume supplémentaire par la Cambrian Archaeological Association.